# Carrera 15 (Bogotá)
La Carrera 15, Avenida Paseo del Country o Avenida Jorge Uribe Botero es una de las vías más importantes de Bogotá que recorre de norte a sur, recorriendo las localidades de Usaquén y Chapinero

## Trazado e historia
La vía inicia desde el barrio el Nogal en el cruce de las Avenidas Caracas y Chile (Calle 72) como vía de tráfico hacia el norte. hasta la rotonda-intercambiador de la Calle 100 y la Avenida Novena en el Chicó, donde empieza a tener de dos carriles por sentido hasta la Calle 127, en el cual empieza a tener un obstáculo insalvable en los barrios La Calleja y La Carolina y los terrenos del Country Club, retomando su trazado entre las Calles 134 a 147, para ser reducido a una vía local en algunas calles hacia el norte entre las calles 147 a 151, calles 151 a 163 y calles 163A a 166 para terminar sin pavimentar hasta la Calle 170 en el sector de Toberín.  
A partir de la Calle 134 se presentan varios canales y ríos que sirven de separador como es el Canal Cedro y el Torca, así como una ciclorruta entre las Calles 161 a 170, para luego proseguir siguiendo la dirección del río al norte pasando por la Avenida Calle 183 y luego la Autopista Norte Calle 201.
La parte comprendida entre las Calles 72 a 127, es uno de los más valorizados de Bogotá por ser una calle comercial para los residentes de barrios pudientes al oriente de la avenida, incluidos supermercados, oficinas, centros comerciales, hoteles y sedes institucionales y diplomáticas.
En 1993, por la intersección que corresponde a las inmediaciones del Centro 93 fue destruido parcialmente por un atentado del Cartel de Medellín que ocasionó ocho víctimas mortales y 242 heridos.

## Intersecciones
- Calle 74
- Calle 76
- Calle 82
- Avenida Calle 85
- Avenida Calle 92
- Avenida Calle 94
- Avenida Calle 100 (España)
- Avenida Calle 106
- Avenida Calle 116 (Pepe Sierra)
- Avenida Calle 127 (Callejas)
- Avenida Calle 134 (Contador)
- Avenida Calle 142
- Avenida Calle 147 (Cedritos)
- Avenida La Sirena
- Avenida Calle 163A

## Sitios Importantes
- Universidad Pedagógica Nacional (cercano)
- Estación del Metro de Bogotá (próximamente)
- Nuevo Monumento a los Héroes (próximamente)
- Zona Rosa (cercano)
- Plaza Calle 85-Carrera 15
- Supermercado Carulla Calle 85
- Canal del Virrey
- Parque de la 93 (cercano)
- Centro 93
- Rotonda Calle 100
- Río Molinos
- Unicentro
- Country Club
- Escuela Colombiana de Rehabilitación
- Parque Icata
- Parque Villas de Aranjuez
- Centro de Tratamiento y de Investigación contra el Cáncer